# Курутоб

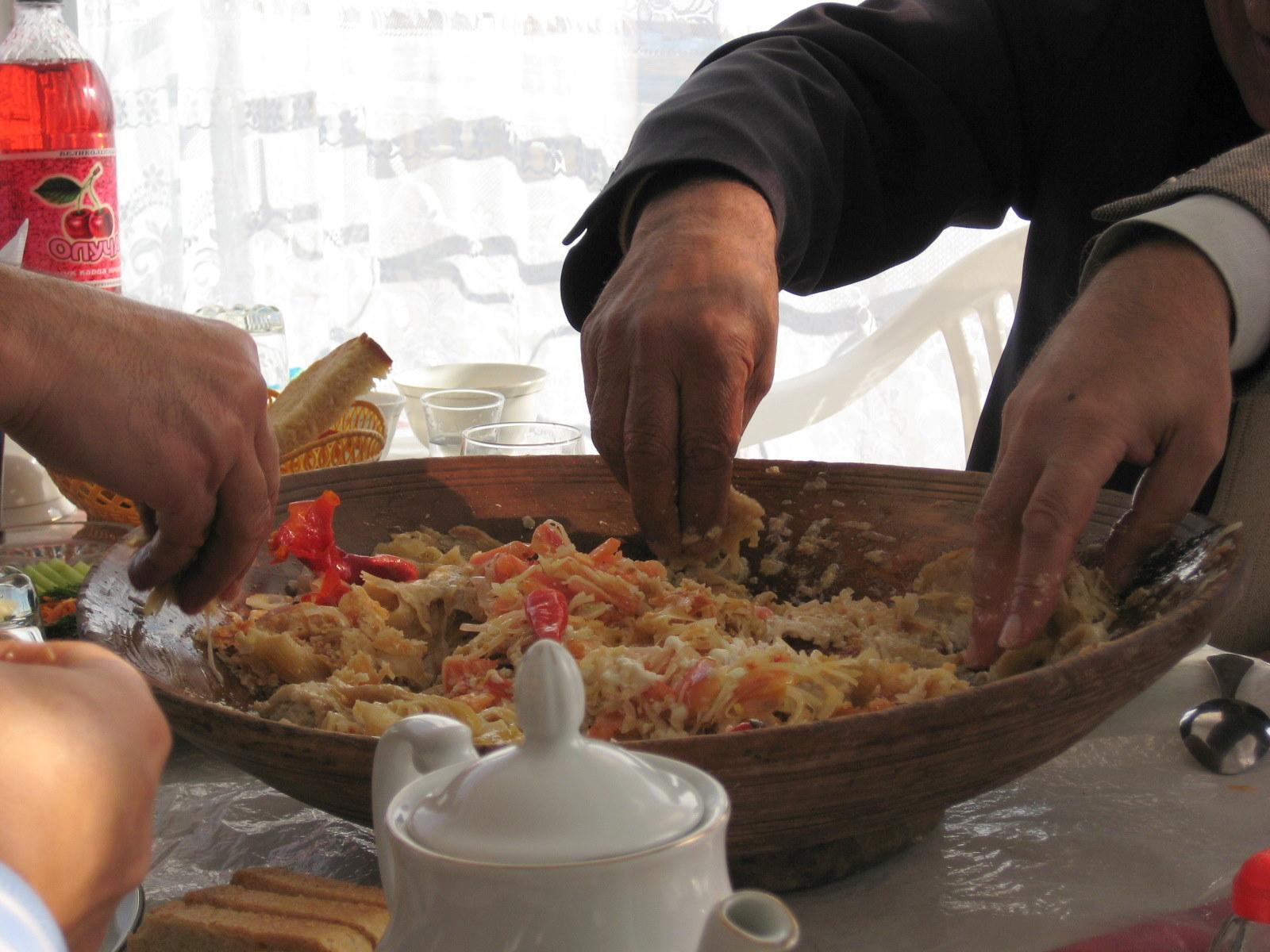
Курутоб традиційно їдять руками

Куруто́б (тадж. Қурутоб) — страва  таджицької кухні. Є однією з найвідоміших і найдавніших страв цієї кухні. Технологія приготування різноманітна і варіюється від регіону до регіону. Ця страва також готується в деяких районах Узбекистану, Афганістану, Пакистану та у Ірані. Її традиційно їдять руками.

## Інгредієнти
Основними компонентами цієї страви є домашній сир або розплавлений курт, листковий коржик фатір, лляна олія, помідори, огірки, зелень, цибуля та куховарська сіль. У деяких варіантах використовується молоко, вершкове масло або бавовняна олія, червоний або чорний перець та інші продукти .

## Технологія приготування
Технологія приготування курутоба різноманітна і варіюється від регіону до регіону. Кожен регіон виключає або додає до складу страви інгредієнт. Страва готується в круглій і злегка глибокій глиняній або дерев'яній тарілці (тавок)  .
Традиційною технологією приготування є такий метод: спочатку ламають на дрібні шматки листковий коржик фатір (іноді використовується звичайний коржик). Потім додають у теплу воду домашній сир або курт і змішують, поклавши трохи солі. У цю рідку сирну масу додають шматки фатіру. Після цього обсмажують в нагрітій лляній олії (іноді використовується вершкове масло або бавовняну олію) нарізані цибулини. Далі, обсмажену на олії цибулю викладають зверху разом з маслом на тарілку з сирною масою і шматками фатіра. Потім зверху викладають свіжу подрібнену цибуля, помідори, огірки та посипають свіжою зеленню  .
У ще одному поширеному методі цибуля не обсмажується в олії. Всі перераховані вище інгредієнти викладаються зверху (крім цибулі та зелені) і заливаються гарячою лляною або іншою олією, а потім посипаються свіжою нарізаною цибулею і зеленню  .